# Cetinovec
Cetinovec är en ort i Kroatien.   Den ligger i länet Krapina-Zagorjes län, i den norra delen av landet, 30 km norr om huvudstaden Zagreb. Cetinovec ligger 229 meter över havet och antalet invånare är 130.
Terrängen runt Cetinovec är platt söderut, men norrut är den kuperad. Runt Cetinovec är det ganska glesbefolkat, med 47 invånare per kvadratkilometer. Närmaste större samhälle är Zlatar, 1,8 km sydost om Cetinovec. Omgivningarna runt Cetinovec är en mosaik av jordbruksmark och naturlig växtlighet.